# Singles: Flirt Up Your Life
Singles: Flirt Up Your Life – gra komputerowa z gatunku symulacji. Wydana w 2004 roku przez Rotobee. Gra jest bardzo podobna do The Sims 2, jednak tutaj skupiono się bardziej na relacjach miłosnych. Zadaniem gracza jest flirtowanie i uwodzenie postaci. Kontynuacją gry jest Singles 2: Triple Trouble.

## Gra oferuje
- 12 postaci obu płci
- sytuacje romantyczne i erotyczne
- nastrojowa muzyka

## Wymagania sprzętowe
Minimalne:
- System: Windows 98 SE/2000/Me/XP
- Procesor: 1500 MHz Intel Pentium lub AMD Athlon 1,5 GHz
- Pamięć: 256 MB RAM
- Wymagane miejsce na dysku: 700 MB
- Napęd: CD-ROM / DVD-ROM x8
- Karta graficzna z 32 MB pamięci, kompatybilna z DirectX 8.1
- Karta dźwiękowa

Zalecane: 
- System: 2000/XP
- Procesor 2 GHz Intel Pentium lub AMD Athlon
- 512 MB pamięci
- Karta graficzna z pamięcią 64 MB